# Wir für immer
Wir für immer ist ein Filmdrama von Johannes Schmid. Der Coming of-Age-Film mit Philip Günsch und Marie Leuenberger in den Hauptrollen als Teenager und dessen psychisch kranke Mutter feierte Anfang Juli 2024 beim Filmfest München in der Reihe „Neues Deutsches Fernsehen“ seine Premiere.

## Handlung
Der 16-jährige Jann versucht seine Mutter Lina, die unter einer bipolaren Störung leidet, vor der Außenwelt abzuschirmen. Sie ist kreativ und spontan, aber sie hat auch eine dunkle Seite. Jann kämpft sich oft allein durch den Alltag von Schule, Nebenjob und Haushalt. Als sich der Teenager in die ein Jahr ältere Selma verliebt, gelingt es ihm immer weniger, das Geheimnis um seine Mutter zu wahren. Jann gibt die Verantwortung für seine psychisch erkrankte Mutter mehr und mehr ab und eröffnet Lina damit die Chance auf professionelle Hilfe.

## Produktion

### Regie, Drehbuch und Filmtitel
„Wir alle haben als Kinder und Jugendliche bestimmte Strukturen in unseren Familien erlernt. Sich von so tief verwurzelten Strukturen zu lösen, ist nicht einfach und damit kämpfen wir oft noch im Erwachsenenalter.“

Regie führte Johannes Schmid, der gemeinsam mit seinem Bruder Thomas Schmid auch das Drehbuch schrieb. Der Regisseur ist auch für die Oper und das Theater tätig und wird 2024 als Grimm-Poetikprofessor an der Universität Kassel geehrt. Er verfilmte bereits den Roman Blöde Mütze seines Bruders. Bei Wir für immer wollten sie den Umstand zuspitzen, dass man sich früher oder später in seinem Leben um ein Elternteil kümmern muss, indem sie einen wirklich jungen Menschen zeigen, der in einer solchen Situation steckt: „Mutter und Sohn leben in einem ungesunden Abhängigkeitsverhältnis, aus dem sich beide befreien müssen. Der Titel Wir für immer drückt genau das aus: Man kann diese Aussage positiv hochhalten, andererseits als Fessel verstehen.“

### Besetzung, Dreharbeiten und Farbkomposition
Der Nachwuchsschauspieler Philip Günsch spielt den 16-jährigen Jann. Marie Leuenberger, bekannt aus Filmen wie Die göttliche Ordnung und Bis wir tot sind oder frei und Fernsehserien wie Neben der Spur und Ein Krimi aus Passau, spielt seine Mutter Lina. Mina-Giselle Rüffer ist in der Rolle von Selma zu sehen. Weitere Rollen wurden mit Vincent Hahnen, Peter Trabner und Stefan Maaß besetzt.
Die Dreharbeiten fanden im April und Mai 2023 statt. Gedreht wurde in Köln und Umgebung sowie in Knock bei Emden und am Nordseestrand in Schillig. Mit Kameramann Michael Bertl arbeitete Schmid bereits für seine Filme Wintertochter, Blöde Mütze! und Agnes zusammen.
Die Kühle, die die im Film erzählte Geschichte hat, sollte auch durch die Lichtkomposition und die Farbgestaltung zum Ausdruck kommen. Der Regisseur ließ sich dabei von Chabrol-Filmen der 1990er Jahre und allgemein französischen Filmen mit ihren oft reduzierten Farbgebungen leiten. „Klar war auch, dass wir in der schmutzigen Jahreszeit drehen müssen, Wir für immer ist keine Geschichte, die im Hochsommer spielen könnte. Auch der Regen spielt eine Rolle, die echte Nacht. All das hat mit der emotionalen Setzung der Geschichte zu tun“, so Johannes Schmid.

### Marketing und Veröffentlichung
Der erste Trailer wurde im Mai 2024 vorgestellt. Die Premiere des Films erfolgte am 5. Juli 2024 beim Filmfest München.